# Верх-Амонашенский сельсовет
Верх-Амонашенский сельсовет - сельское поселение в Канском районе Красноярского края.
Административный центр - село Верх-Амонаш.

## Население
| 2010 | 2012 | 2013 | 2014 | 2015 | 2016 | 2017 |
| ---- | ---- | ---- | ---- | ---- | ---- | ---- |
| 1001 | ↘954 | ↘936 | ↘896 | ↘881 | ↘873 | ↗887 |

## Состав сельского поселения
В состав сельского поселения входят 3 населённых пункта:
| № | Населённый пункт | Тип населённого пункта       | Население |
| - | ---------------- | ---------------------------- | --------- |
| 1 | Верх-Амонаш      | село, административный центр | ↘768      |
| 2 | Зелёная Дубрава  | посёлок                      | 154       |
| 3 | Орловка          | деревня                      | ↘79       |

## Местное самоуправление
Верх-Амонашенский сельский Совет депутатов
Дата избрания: 14.03.2010. Срок полномочий: 5 лет. Количество депутатов:  10
Глава муниципального образования
- Неживой Павел Григорьевич. Дата избрания: 14.03.2010. Срок полномочий: 5 лет